# André Vidal de Negreiros
André Vidal de Negreiros (Plantation de São João, actuelle Santa Rita, Capitainerie du Paraíba (pt), 1606 – Goiana, 1680) est un militaire et gouverneur colonial portugais connu principalement pour avoir été l'un des chefs de l'insurrection du Pernambouc contre les invasions néerlandaises au Brésil.

## Biographie
Né dans la plantation de São João, dans la Capitainerie du Paraíba (pt), André Vidal de Negreiros est le fils de Francisco Vidal, né à Lisbonne, et de son épouse Catarina Ferreira, née à Porto Santo, à Madère. Il ne s'est jamais marié mais, par testament, il a doté ses différents enfants illégitimes d'héritages matériels, tandis que son neveu, fils de sa sœur et militaire de carrière, a reçu les insignes de noblesse. Parmi ses enfants, se distingue Matias Vidal de Negreiros, qui, malgré la volonté de son père et par la grâce du roi, finit par être légitimé, devenant noble, en plus de se voir confier l'administration de la fortune considérable de son père. Et ainsi, contre la volonté des autorités locales, Matias Vidal de Negreiros, bien qu'il soit mulâtre et bâtard, est devenu un homme très puissant.
Dans le contexte des invasions néerlandaises au Brésil (1624-1654), André Vidal de Negreiros combat les Néerlandais à Salvador de Bahia (1624).

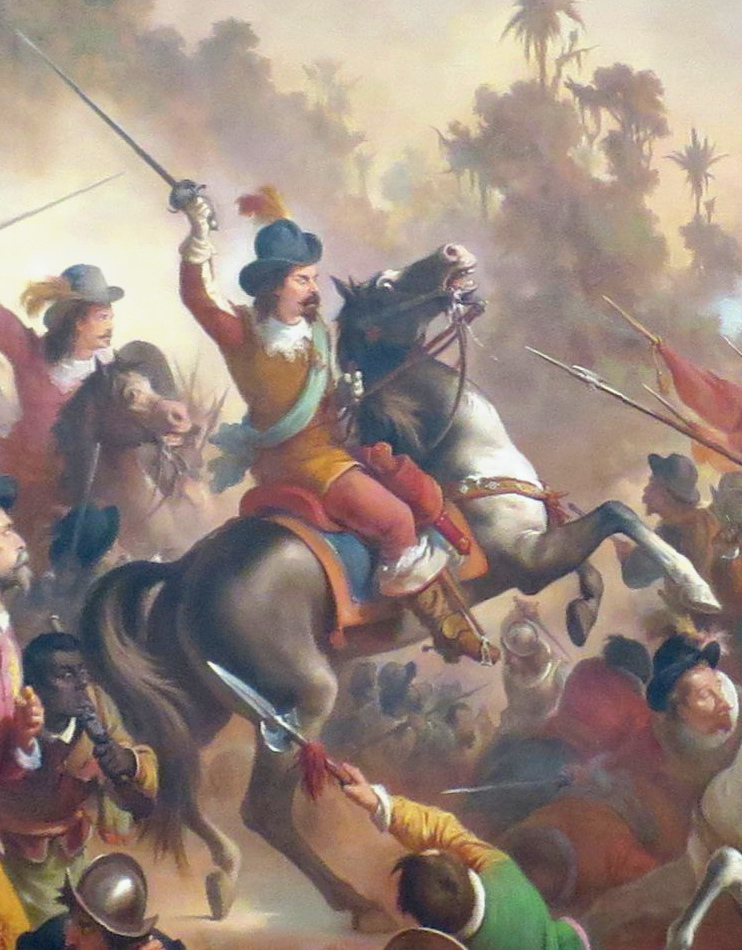
André Vidal de Negreiros en détail du tableau Batalha dos Guararapes (Victor Meirelles).

Après huit ans au Portugal et en Espagne, il revient au Brésil pour lutter contre le gouvernement du prince néerlandais Jean-Maurice de Nassau-Siegen, installé au Pernambouc et dans les capitaineries voisines, participant à toutes les phases de l'insurrection du Pernambouc (1645-1654), lorsqu'il mobilise des troupes et des ressources dans l'arrière-pays du nord-est. Malgré sa valeur en tant que leader héroïque de l'insurrection du Pernambouc, il convient de rappeler que le conflit sur le territoire brésilien faisait partie du contexte de la guerre néerlando-portugaise, qui, à son tour, faisait partie de la guerre de Restauration. L'expulsion des Néerlandais du Pernambouc en 1654 ne signifiait donc pas la fin du problème, qui, en fait, ne commencerait à être résolu qu'en 1661, par voie diplomatique, avec la signature du traité de La Haye. Aux termes de cet accord, la Nouvelle-Hollande fut « vendue » au Portugal pour quatre millions de cruzados (ou huit millions de florins), un montant équivalent à environ 4,5 tonnes d'or et par le traité de paix, d'alliance et de commerce, signé en juillet 1669.
Il est nommé Mestre de camp, se distinguant à la tête d'un des Tercios de l'Armée Patriote, dans les deux batailles des Guararapes, en 1648 et 1649, avec João Fernandes Vieira, Henrique Dias et Filipe Camarão. Il commande le siège de Recife qui aboutit à la capitulation néerlandaise en 1654.

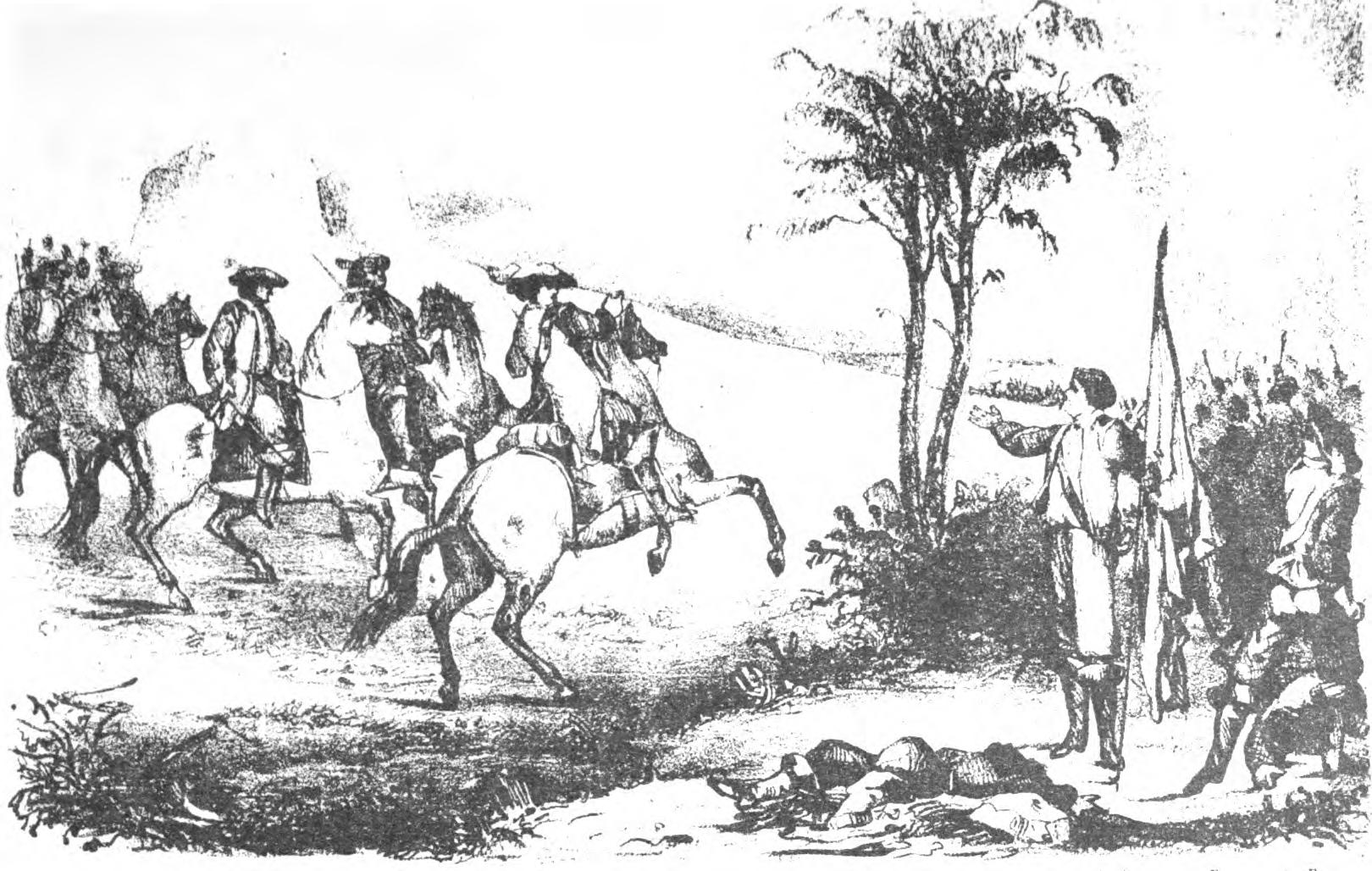
Illustration de la Bataille des Guararapes menée par João Fernandes Vieira et André Vidal de Negreiros.

Chargé de porter la nouvelle de l'expulsion des Néerlandais au roi Jean IV (1640-1656), il est honoré par le souverain et nommé successivement gouverneur et capitaine général des Capitaineries du Maranhão (pt) et du Grão-Pará (pt) (1655-1656).
Il devient ensuite gouverneur de la Capitainerie de Pernambouc (1657-1661), d'Angola (1661-1666) et, de nouveau, de Pernambouc (1667).
L'historien Joaquim Veríssimo Serrão (pt) ajoute :

« Il dirigea les opérations de guerre jusqu'en 1654, étant, selon Varnhagen [historien brésilien], le grand artisan de l'expulsion des Hollandais. La Couronne l'utilisa, puis le valida comme gouverneur des capitaineries du Maranhão (1656-1666) et du Pernambouc (1657-1661 et 1667), lui ordonnant également de gouverner l'État d'Angola (1661-1666). Bien qu'il le considère comme un brave chef de guerre, Charles R. Boxer (pt) limite le rôle de Negreiros à la direction du mouvement, considérant que João Fernandes Vieira fut le principal héros de la reconquête du Pernambouc. »

Vidal de Negreiros meurt à l'Engenho Novo de Vila de Goiana, au Pernambouc, en 1680, à l'âge de 74 ans.

## Postérité

### Reconnaissance

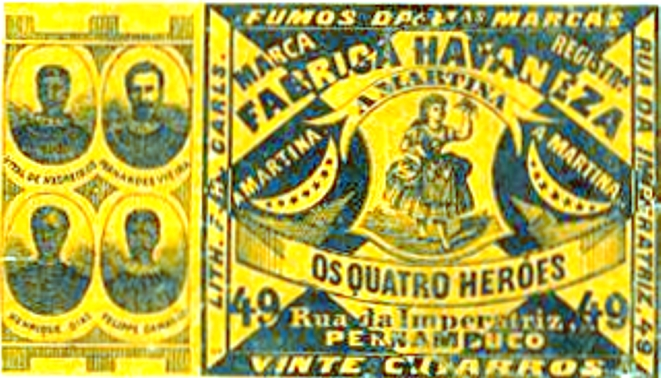
Lithographie sur étiquette de cigarette avec les quatre héros : André Vidal de Negreiros, João Fernandes Vieira, Henrique Dias et Filipe Camarão.

La loi n° 12.701 du 6 août 2012, en reconnaissance de son importance dans l'histoire du pays, a décidé que le nom d'André Vidal de Negreiros serait inscrit dans le Livre des héros de la patrie (Livro de Heróis da Pátria, également connu sous le nom de « Livre d'acier » : « Livro de Aço »), déposé au Panthéon Tancredo Neves de la Patrie et de la Liberté (pt), un cénotaphe qui rend hommage aux héros nationaux situé sur la place des Trois-Pouvoirs à Brasilia.
Le 15e bataillon d'infanterie motorisée de l'armée brésilienne, situé dans la capitale de l'État de Paraíba, João Pessoa, a pour patron André Vidal de Negreiros et l'a honoré d'un buste, donnant au bataillon le nom de régiment Vidal de Negreiros.

### Descendance
Fils de Francisco Vidal, né à Lisbonne, et de Catarina Ferreira, née à Madère, sa sœur était Isabel Ferreira de Jesus, mariée au lieutenant-général Lopo Curado Garro (pt), qui était l'un des trois gouverneurs de Paraíba nommés pour la Restauration en 1645.
Bien que célibataire, André Vidal de Negreiros a laissé derrière lui des enfants naturels de plusieurs femmes, les dotant de biens matériels dans son testament. Il avait :
De Cristina dos Santos, dite « descendante de mulâtres » :
- Matias Vidal de Negreiros, légitimé par charte royale (son père étant déjà mort), sergent-major, noble de la maison royale et chevalier de l'Ordre du Christ. Il était également seigneur d'Engenho Novo. Il ne s'est pas marié, mais a eu une fille naturelle, Feliciana Vidal de Negreiros, dame d'Engenho Diamante, qui s'est mariée et a eu la succession[9].
- Catarina Vidal de Negreiros, fille adoptive, mais peut-être naturelle. On dit aussi qu'elle est la fille d'une certaine Isabel Rodrigues. Elle épousa Diogo Álvares Lobo, seigneur des sucreries de Jacaré, à Goiana, et São Francisco da Várzea, fils de Miguel Álvares Lobo et Maria Cavalcanti de Vasconcelos, avec succession[9].

D'Inês Barroso, femme mariée, épouse de Gaspar Nunes :
- Frère Francisco de Madalena Vidal de Negreiros, qui, malgré son vœu de célibat, eut trois enfants avec Luísa Pinhão, une femme célibataire qui « enseignait aux filles », fille de Luís Pinhão de Matos et de Leonor Peres Pessoa[9].

De mère inconnue, certains pourraient être des enfants d'Isabel Rodrigues ou de Mônica Vidal (cette dernière serait son ancienne esclave) :
- Manuel Vidal de Negreiros
- Violante Vidal

Sa sœur, Isabel Ferreira de Jesus, épousa le Portugais Lopo Curado Garro, un noble d'origine castillane, lieutenant général, capitaine dans l'insurrection du Pernambouc et mémorialiste, qui fut l'un des trois gouverneurs de Paraíba nommés pour la Restauration qui commença en 1645, en plus d'être seigneur d'Engenho Curado da Várzea. De ce mariage sont nés :
- Antônio Curado Vidal, Lieutenant-Général, Noble Chevalier de la Maison Royale et Chevalier de l'Ordre du Christ, pour lequel il était Commandeur de la Commanderie de São Pedro do Sul, par héritage de son oncle maternel. Il était également seigneur d'Engenho Curado et d'immenses concessions de terres sur la rive de la rivière Ipojuca et dans le Paraíba. Il épousa Maria de Carvalho de Andrada, fille de Francisco de Oliveira Lemos et de Grácia de Carvalho de Andrada, deux des personnes les plus nobles de Pernambuco, avec succession, ayant comme héritiers ses fils, le capitaine Salvador Curado Vidal, noble de la Maison Royale et chevalier de l'Ordre du Christ (seulement douze ans), et le père Antônio Curado Garro. Il avait également une fille illégitime, nommée Catarina Ferreira Vidal, mariée au capitaine Antônio Teixeira Chaves, avec succession[9].
- Isabel Vidal de Negreiros, mariée à João de Andrade Falheiros, sergent-major et chevalier de l'Ordre du Christ, fils du sergent-major José Correia de Lima et de Maria Antônia de Oliveira, nobles et importants personnages de Sergipe, avec succession[9].

L'actrice Alessandra Vidal de Negreiros Negrini (née en 1970) est également une descendante du côté de sa mère.